# 斯蒂娜·布雷达尔·奥夫特达尔
斯蒂娜·布雷达尔·奥夫特达尔（挪威語：Stine Bredal Oftedal，1991年9月25日—），挪威女子手球运动员。她曾代表挪威国家队参加2016年和2020年夏季奥林匹克运动会手球比赛，获得二枚铜牌。